# Cappella (nave)
La nave Cappella era la più bella di tutta la flotta di Francesco Coppola, armatore italiano del XV secolo. Il Conte di Sarno ne possedeva molte ma questa era il fiore all'occhiello. .
Faceva parte della flotta reale ed era comandata da Antonio Coppola  che ne era “il Cappellano” (il Comandante). 
Quando nel 1486 furono confiscati i beni a Francesco Coppola, la nave Cappella divenne di proprietà del re Ferrante d’Aragona e passò sotto al comando del Principe di Altamura, Federico d’Aragona.
Nel gennaio del 1493 viene presa in affitto da Colantonio Gagliardi, Raimondo Peres e Giovanni Vidal per trasportare un carico di grano a Tunisi.  Già l'anno precedente era segnalata presso l'isola di Juiza (Guiza) sotto al comando di Abbas Rugius.
È chiaro che la nave di rappresentanza di Francesco Coppola era stata trasformata in nave da trasporto e quindi affittata a vari mercanti che compivano lunghi viaggi.
Si hanno ancora notizie di una  nave chiamata Cappella nel 1555 quando Lorenzo Tiepolo, console per conto della Repubblica Veneta nella città di Alessandria d'Egitto, la usò come mezzo di trasporto. 
È possibile che durante le guerre di quel periodo fosse caduta nelle mani di altri sovrani e quindi usata per i lunghi viaggi. Del resto quando si perdevano le battaglie le navi facevano parte del bottino di guerra e se non si riusciva a distruggerle finivano nella flotta del nemico. 
Il nome Cappella è da collegare con il mantello di san Martino di Tours (cappa o cappella di San Martino) custodito dai re Franchi, e ancor prima dai re Merovingi, in un luogo denominato appunto Cappella.